# Emmanuel Nguyễn Hồng Sơn
Emmanuel Nguyễn Hồng Sơn (Biên Hòa, província de Đồng Nai, Vietnã, 2 de janeiro de 1952) é um clérigo vietnamita e bispo católico romano de Bà Rịa.
Seu nome combina a tradição de nomenclatura ocidental (Emmanuel como primeiro nome antes do sobrenome Nguyễn) com vietnamita (Hồng Sơn como nome pessoal vem após o sobrenome).
Emmanuel Nguyễn Hồng Sơn recebeu o Sacramento da Ordem em 31 de dezembro de 1980 para a Diocese de Xuân Lộc. Em 2005 foi incardinado no clero da Diocese de Bà Rịa.
Em 27 de novembro de 2015, o Papa Francisco o nomeou Bispo Coadjutor de Bà Rịa.[1] O bispo de Bà Rịa, Thomas Nguyên Van Trâm, consagrou-o bispo em 20 de janeiro de 2016; Os co-consagradores foram o Bispo de Can Tho, Stephanus Tri Buu Thien, e o Bispo de Thanh Hóa, Joseph Nguyễn Chí Linh.
Com a aposentadoria de Thomas Nguyên Van Trâms em 6 de maio de 2017, ele o sucedeu como Bispo de Bà Rịa.